# Àngel Badia i Camps
Àngel Badia i Camps   (Puig-reig, 1929 - Barcelona, 21 de febrer de 2019) fou un pintor, il·lustrador i dibuixant de còmic català.

## Biografia
Fill de Josep Badia, escrivent de cal Pons, que fou regidor de l'ajuntament durant la Segona República, la seva família es va veure obligada, per aquest motiu, a exiliar-se. En tornar, les autoritats li van prohibir instal·lar-se de nou al seu municipi natal i va fixar la seva residència a Barcelona. Malgrat haver viscut tota la seva vida professional lluny del Berguedà, va mantenir el lligam amb Puig-reig a través d'amics de la infantesa, i havia manifestat el desig d'exposar-hi la seva obra.
Va ingressar el 1950 a l'Escola Superior de Belles Arts de Barcelona i va començar a treballar principalment per a revistes romàntiques britàniques de l'editorial Fleetway. També va treballar per al mercat nòrdic a través de l'editorial Semic i als Estats Units. Aquests treballs van ser obtinguts a través d'agències de sindicació com Selecciones Ilustradas que van permetre treballar a nombrosos artistes de la seva generació en mercats molt més lucratius que l'espanyol d'aquella època.
Si bé va realitzar algunes historietes el seu treball va brillar principalment en la il·lustració de portades. Resulta especialment notable el seu mestratge en el dibuix de la figura femenina, estilitzat i elegant, que ha influït en artistes posteriors. El seu treball s'ha comparat amb el de Jorge Longarón, dibuixant també de Selecciones Ilustradas.
A Espanya va treballar principalment per a les editorials Bruguera i Ricart, i es va centrar en historietes romàntiques com Lupita, Mariló, Sentimental, Model, Dalia, Florita, Merche o Sissi, així com il·lustrant nombrosos llibres juvenils i infantils per a les editorials Molino (per exemple, les portades d'Alfred Hitchcock y Los tres investigadores), Afha i Planeta, i fins i tot àlbums de cromos com a Hombres en Lucha. També va crear personatges humorístics, com Pilaropo.
Va realitzar la seva primera exposició com a pintor el 1974 i des de llavors es va anar centrant la seva labor com a pintor artístic, àmbit en el qual és àmpliament reconegut. El seu estil és figuratiu, amb preferència pel nu i la figura humana i ocasionalment naturaleses mortes i paisatges. Usa tant la tècnica de l'oli com altres afins al dibuix. Des de 1987 va exposar regularment a la Sala Parés de Barcelona i va realitzar nombroses exposicions tant a Espanya com en altres països.

## Llegat al seu poble natal
Un any abans de la seva mort l'artista va oferir la cessió d'una part de la seva obra al municipi, amb l'objectiu de crear una exposició artística. Aquest llegat inclou 41 dibuixos, dos quadres d'inspiració marina i un nu femení. Les obres van ser escollides per ell mateix i pel seu fill Jordi i es van organitzar per etapes i per tècniques. El Ple de l'Ajuntament va acceptar aquesta cessió i es va acordar que tindria una vigència de 25 anys. Amb aquesta obra s'ha fet una exposició permanent a la Sala Ramon Llobet de la Biblioteca Guillem de Berguedà de Puig-reig, inaugurada a principis d'abril de 2019, després de l'enquadernació de les obres i l'adequació de la sala on són exposades.

## Premis
- 1979 Medalla d'or concedida per l'editorial Bastei-Verlag d'Alemanya
- 1981 Cambra de comerç de Barcelona

## Exposicions
Exposicions individuals
- 1986 Galería Sokoa, Madrid
- 1987 Sala Parés, Barcelona
- 1988 Solomon Gallery, Londres

- Figuracions, Sala Parés, Barcelona

- 1989 Sala Parés, Barcelona

- Solomon Gallery, Londres

- 1990 Mistral Gallery, Londres
- 1991 Sala Parés, Barcelona

- A Barcelona, Sala Parés, Barcelona
- Galería Ágora-3, Sitges (Barcelona)

- 1992 Sala Gastó, Terrassa (Barcelona)
- 1993 Sala Parés, Barcelona
- 1995 Granero Galerie d'Art, Brussel·les

- Galería Sokoa, Madrid

- 1996 Sala Braulio, Castelló de la Plana
- 1996 Ambassador Galleries, Nova York
- 1997 Artexpo, Barcelona
- 1998 Sala Braulio, Castelló
- 1998 Artexpo, Barcelona
- 1999 Sala Parés, Barcelona
- 2003 Sala Parés, Barcelona

Exposicions col·lectives
- 1999 The Spirit of Barcelona, David Messum Gallery
- 2002 Dualitats, Sala Parés, Barcelona
- 2003 Dualitats, Sala Parés, Barcelona
- 2004 Diversitats, Sala Parés, Barcelona
- 2005 Lectures, Sala Parés, Barcelona

## Obres
Com dibuixant de còmic a Espanya
- 1949 Florita, Ediciones Clíper
- 1954 Pulgarcito. Suplemento de aventuras, Editorial Bruguera S.A.
- 1956 Aventuras de Flecha Roja, Ediciones Gráficas Ricart
- 1956 Flecha y Arturo, Ediciones Gráficas Ricart, nºs 1, 2, 3, 4, 5, 6, 7, 8, 9, 10, 11, 12, 13, 14, 15, 16, 17, 18, 19, 20, 21, 22, 23, 24, 25, 26, 27, 28, 29 y 30
- 1956 Els Infants, Hispano Americana de Ediciones S. A.
- 1957 Aventuras de Flecha Roja, Ediciones Gráficas Ricart
- 1965 Flecha y Arturo, Ediciones Gráficas Ricart, Nºs 1, 2, 4, 5 y 6
- 1965 Flecha y Arturo, Ediciones Gráficas Ricart, Nºs 3, 4, 5, 7, 8, 12, 13, 14, 15, 16, 17, 19, 20, 21, 22, 23, 24, 25, 26, 27, 29 y 30
- 1973 Rufus, Ibero Mundial de Ediciones Nº 21

Com a il·lustrador a Espanya (incompleta)
- 1960 Elisabeth se Casa, de Bernage Berthe, Bruguera
- 1965 Terror (cubierta), de Robert Bloch, col. Biblioteca Oro Terror nº3, Ediciones Toray
- 1966 Otra Vez Heidi (historieta interior), de juana Spyri, col. Historias Selección, Bruguera
- 1967 Mineros del Espacio (cubierta), col. Juvenil Ciencia y Avetura, ed. Molino

La Casa del Recodo (cubierta), d'Enid Blyton, col. Aventura nº 81, ed. Molino
- 1970 Planeta de Mujeres (cubierta), col. La Conquista del espacio, Bruguera

Los Papeles Póstumos del Club Pickwick (cubierta) de Charles Dickens, col. Millonarios del Libro nº 7, Bruguera
Los Superseres (cubierta), col. La Conquista del espacio, Bruguera
Piloto de la IV Galaxia (cubierta), col. La Conquista del espacio, Bruguera
- 1971 Ciencia ficción selección (cubiertas) nºs 1, 2 y 4, col. Libro Amigo, Bruguera
- 1972 Ciencia ficción selección (cubiertas), nºs 5 y 6, col. Libro Amigo, Bruguera

Misterio del Gato de Trapo (cubierta) de Robert Arthur, col. Alfred Hitchcock y los Tres Investigadores nº 13, ed. Toray
Misterio de las Huellas Flameantes (cubierta) de M.V. Carey, col. Alfred Hitchcock y los Tres Investigadores nº 15, ed. Toray
Cántico a San Leibowitz (cubierta), col. Libro Amigo, Bruguera
Como Mundos de Cristal (cubierta), col. La Conquista del espacio, Bruguera
El Monstruo de las Profundidades (cubierta), col. La Conquista del espacio, Bruguera
Mercaderes del Espacio (cubierta), col. La Conquista del espacio, Bruguera
Soy... el Último (cubierta), col. La Conquista del espacio, Bruguera
Tierra-Dos (cubierta), col. Libro Amigo, Bruguera
Decisión y Audacia (cubierta), col. La Conquista del espacio, Bruguera
Encrucijada del Espacio-Tiempo (cubierta), col. La Conquista del espacio, Bruguera
Escalofríos (cubierta), col. Biblioteca Oro Terror, ed. Molino
Intriga en la Galaxia (cubierta), col. La Conquista del espacio, Bruguera
Robots en el Pantano (cubierta), col. La Conquista del espacio, Bruguera
Tras el Reino de las Tinieblas (cubierta), col. La Conquista del espacio, Bruguera
- 1973 Ciencia ficción selección (cubierta), nº 9, col. Libro Amigo, Bruguera

El Desafío de las Águilas (cubierta) de Alistair MacLean, col. Libro Amigo nº 108, Bruguera
Los Hijos del Capitán Grant, de Jules Verne, col. Historias Selección, Bruguera
La Muerta que Vivió Seis Veces (cubierta), col. Selección Terror, Bruguera
El Personaje (cubierta), col. Selección Terror, Bruguera
El Planeta de los Hombres perdidos (cubierta), col. La Conquista del espacio, Bruguera
El Telépata (cubierta), col. La Conquista del espacio, Bruguera
El Último Reducto (cubierta), col. La Conquista del espacio, Bruguera
Evasión del Mundo del Terror (cubierta), col. La Conquista del espacio, Bruguera
Expedición a la Vida (cubierta), col. La Conquista del espacio, Bruguera
Gas Neutro (cubierta), col. La Conquista del espacio, Bruguera
Guerrillero del espacio (cubierta), col. La Conquista del espacio, Bruguera
Invasor del Más Allá (cubierta), col. La Conquista del espacio, Bruguera
Las Criaturas del Frío (cubierta), col. La Conquista del espacio, Bruguera
Los Desterrados (cubierta), col. La Conquista del espacio, Bruguera
Monstruos Robots (cubierta), col. La Conquista del espacio, Bruguera
Secuestro de Jóvenes (cubierta), col. La Conquista del espacio, Bruguera
Todos los Rostros del Pánico (cubierta), col. La Conquista del espacio, Bruguera
- 1974 Ciencia ficción selección (cubiertas), nºs 10, 11, 12 y 13, col. Libro Amigo, Bruguera
- 1975 La Traviesa Elisabeth (cubierta), d'Enid Blyton
- 1976 Ciencia ficción selección (cubiertas), nºs 4, 16, 20 y 24, col. Libro Amigo, Bruguera

Los Endemoniados (cubierta), de Fiodor Dostoievski, col. Libro Amigo, Bruguera
- 1977 El Cid (cubierta), col. Nuevo Áuriga, ed. Afha
- 1978 Tom Swift y la Perforadora Atómica (cubierta), col. Tom Swift, ed. Molino

Misterio del Caballo Decapitado (cubierta) de Robert Arthur, col. Alfred Hitchcock y los Tres Investigadores nº 26, ed. Toray
Miguel Strogoff (cubierta), de Jules Verne, col. Novelas Maestras Serie B nº4, ed. Toray
Viaje al Centro de la Tierra, de Jules Verne, col. Historias Infantil nº 22, Bruguera
- 1979 ¡Alerta en la Tierra! (cubierta), col. Clásicos de Bolsillo, ed. Toray
- 1981 Condenado a Vivir (cubierta), col. Héroes del espacio, ed. Ceres

El Planeta de los Condenados (cubierta), col. Héroes del espacio, ed. Ceres
- 1982 Alguien Llamado "Hombre" (cubierta), col. Héroes del espacio, ed. Ceres

El Santuario de Ikuara-Mahl (cubierta), col. La Conquista del espacio, Bruguera
La Diosa de las Profundidades (cubierta), col. La Conquista del espacio, Bruguera
Lluvia Roja (cubierta), col. Héroes del espacio, ed. Ceres
- 1983 El poder de Niceo (cubierta), col. Héroes del espacio, ed. Ceres

El Templo del Dios Gumma (cubierta), col. La Conquista del espacio, Bruguera
Stop Espacial (cubierta), col. La Conquista del espacio, Bruguera
Rescate en Medón (cubierta), col. Héroes del espacio, Bruguera
- 1984 El Planeta Tenebroso (cubierta), col. La Conquista del Espacio, Bruguera

Nuestros Pequeños Visitantes (cubierta), col. La Conquista del Espacio, Bruguera
Xai, Sacerdotisa de Graa-Alzac (cubierta), col. La Conquista del Espacio, Bruguera
- 1985 Misterio en la Isla del Esqueleto, col. Alfred Hitchcock y los Tres Investigadores, ed. Molino
- 1989 Misterio del Tesoro Desaparecido, col. Alfred Hitchcock y los Tres Investigadores, ed. Molino